# Sluis
Sluis – miasto i gmina w Holandii, w prowincji Zelandia. Gmina powstała w 2003 w wyniku połączenia dwóch gmin: Oostburg oraz Sluis-Aardenburg i liczy 23 902 mieszkańców. Tworzy zachodnią 1/3 regionu Zeeuws-Vlaanderen i 17 km linii brzegowej Morza Północnego. Gmina Sluis leży na granicy z Belgią.

## Miejscowości
Składa się z dwudziestu miejscowości: Aardenburg, Breskens, Cadzand, Draaibrug, Eede, Groede, Heille, Hoofdplaat, IJzendijke, Nieuwvliet, Oostburg, Retranchement, Schoondijke, Sint Anna ter Muiden, Sint Kruis, Sluis, Terhofstede, Waterlandkerkje, Zuidzande oraz Zwindorp.

## Miasto Sluis
Miasto Sluis zostało zbudowane w pobliżu śluzy na zatoce Zwin, który dawniej zapewniał dostęp do morza Brugi. Prawa miejskie uzyskała w 1290 i liczy 2376 mieszkańców. W 1340 w zatoce niedaleko Sluis miała miejsce pierwsza większa bitwa wojny stuletniej, bitwa pod Sluis, która zakończyła się katastrofalną porażką Francji. Podczas wojny osiemdziesięcioletniej Sluis został zdobyty przez Holendrów w 1576, przez Hiszpanów w 1587 i ponownie przez Maurycego Orańskiego w 1604. Budowniczy twierdzy Menno van Coehoorn zlecił zbudowanie nowych bastionów i innych fortyfikacji w 1702, ale Francuzom udało się dwukrotnie zdobyć Sluis w 1747 i 1794.
Od 1828 aż do swojej śmierci w 1872 w mieście mieszkał Johan Hendrik van Dale, twórca Dużego słownika języka niderlandzkiego. Od 1901 w Sluis mieszkał impresjonista Ernst Oppler i malował swoje obrazy plażowe.
Podczas II wojny światowej Sluis, podobnie jak prawie wszystkie miasta w gminie, zostało w dużej mierze zniszczone podczas operacji Switchback (mającej na celu zdobycie ujścia rzeki Skaldy) jesienią 1944.

## Zabytki i turystyka
W mieście można zobaczyć mury obronne i dobrze zachowane  niektóre bastiony twierdzy. Ratusz z XIV w. z dzwonnicą ze słynną figurą Jantje van Sluis (odnowiony w 1951), jedyny taki w Holandii. 
W mieście znajduje się wiele sklepów, restauracji i kawiarni. Oferta sklepów jest bardzo różnorodna, co sprawia, że zakupy w Sluis są przyjemnością. Restauracja Oud Sluis jest jedną z dwóch restauracji w kraju, które posiadają trzy gwiazdki Michelina. Na terenach wokół miasta przebiegają liczne trasy rowerowe i szlaki do pieszych wędrówek.

## Galeria

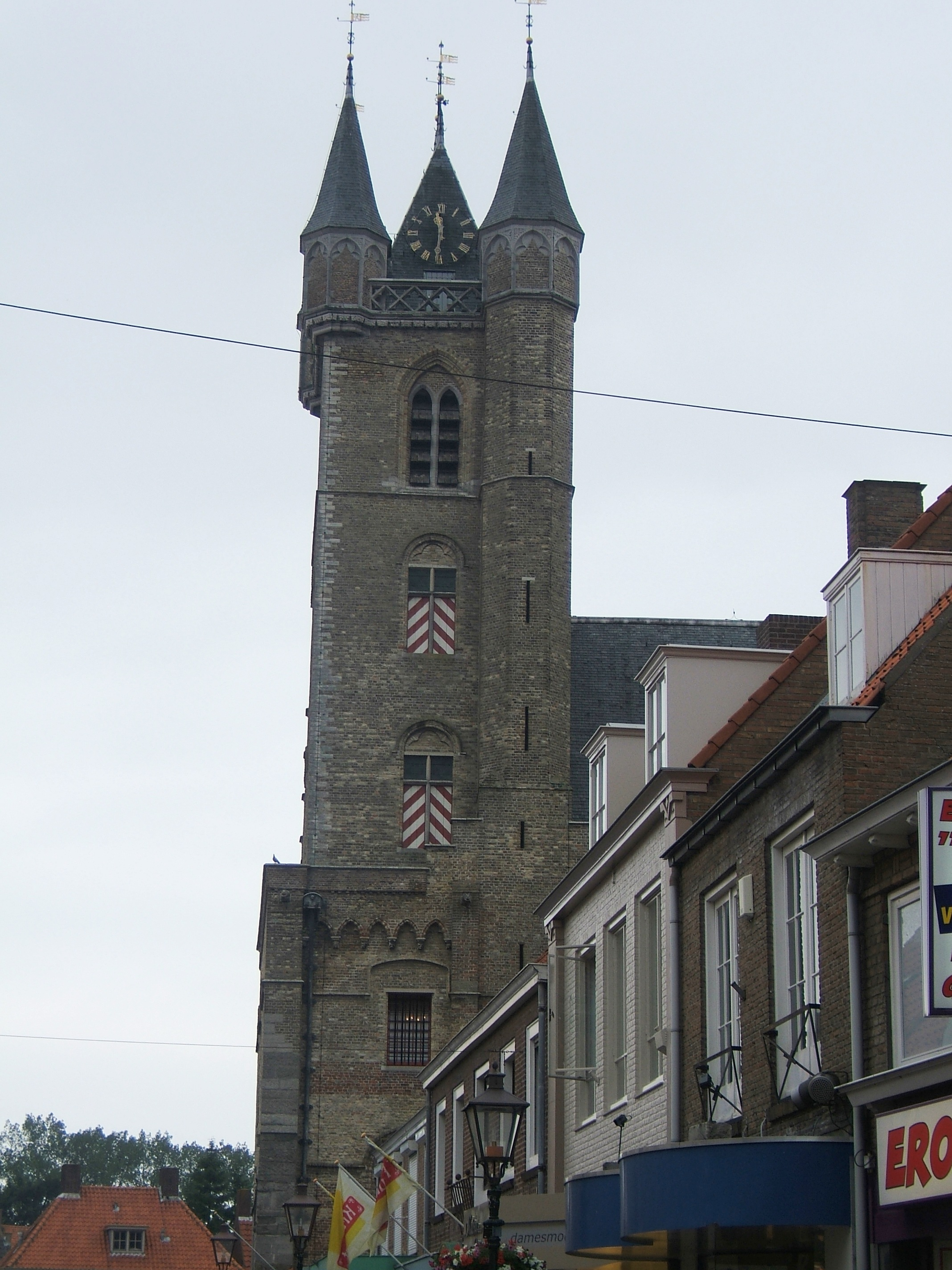
Dzwonnica (Beffroi) ratusza w Sluis
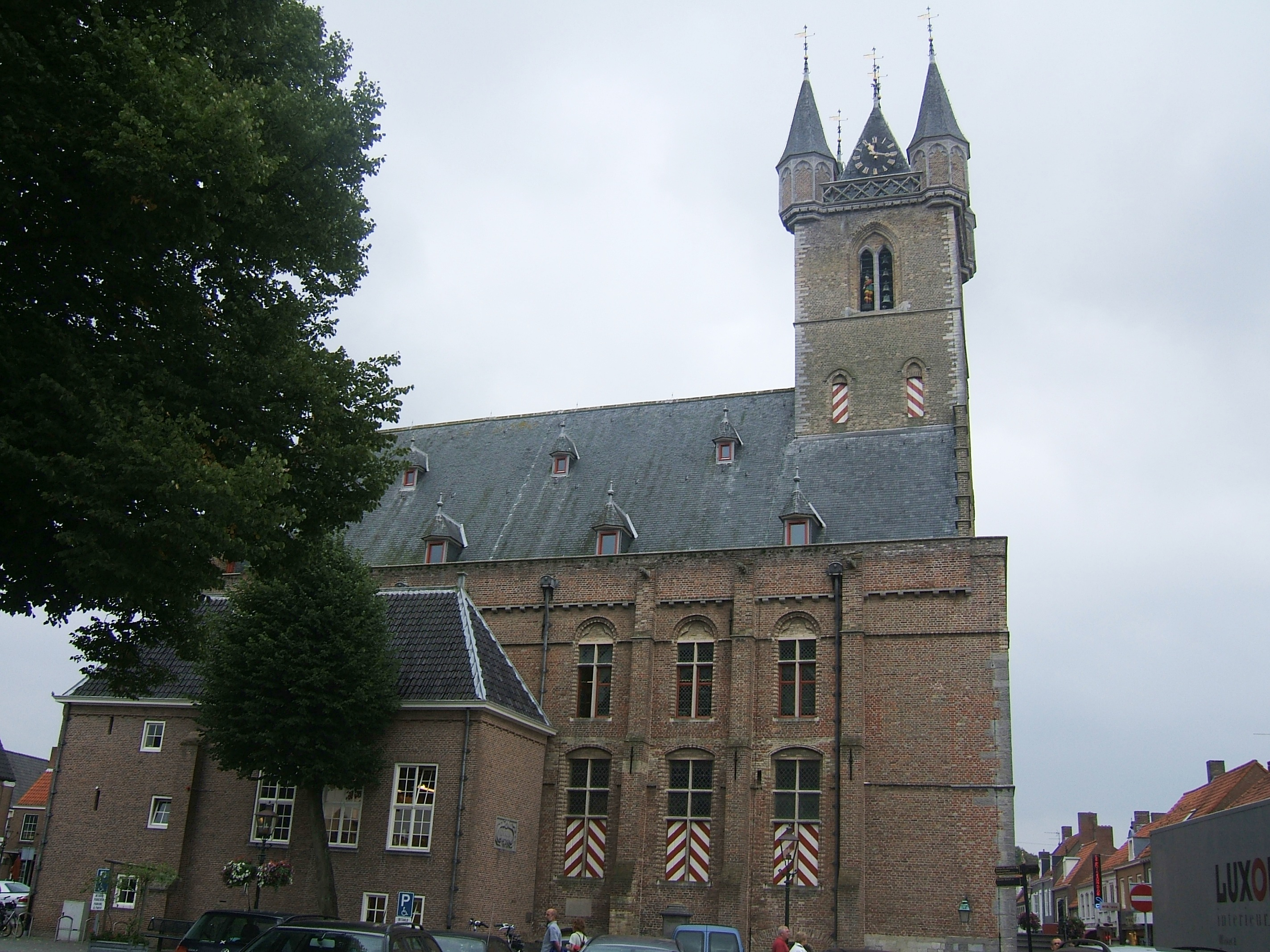
Ratusz z dzwonnicą w Sluis
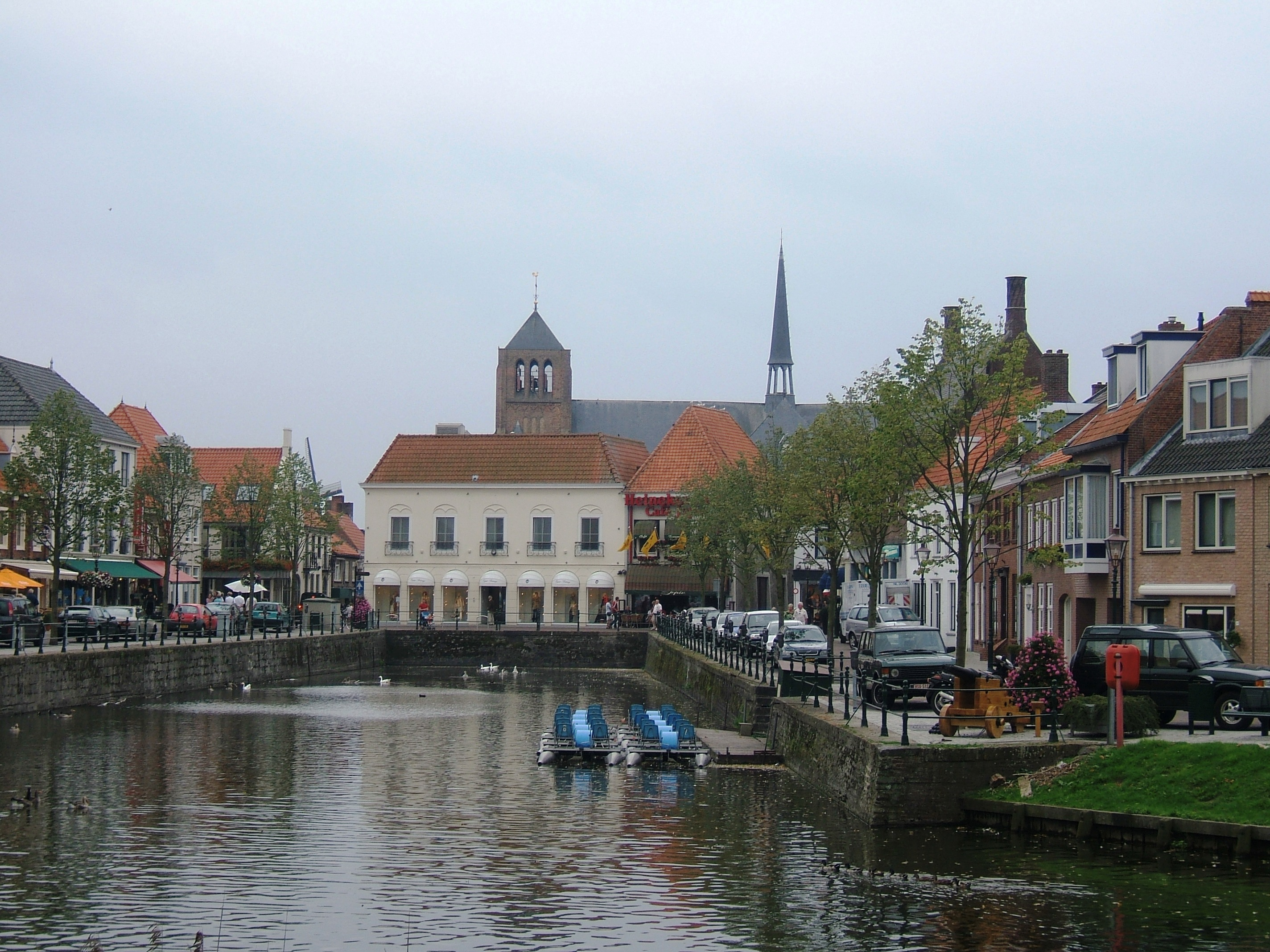
Kanał i kościół katolicki w Sluis
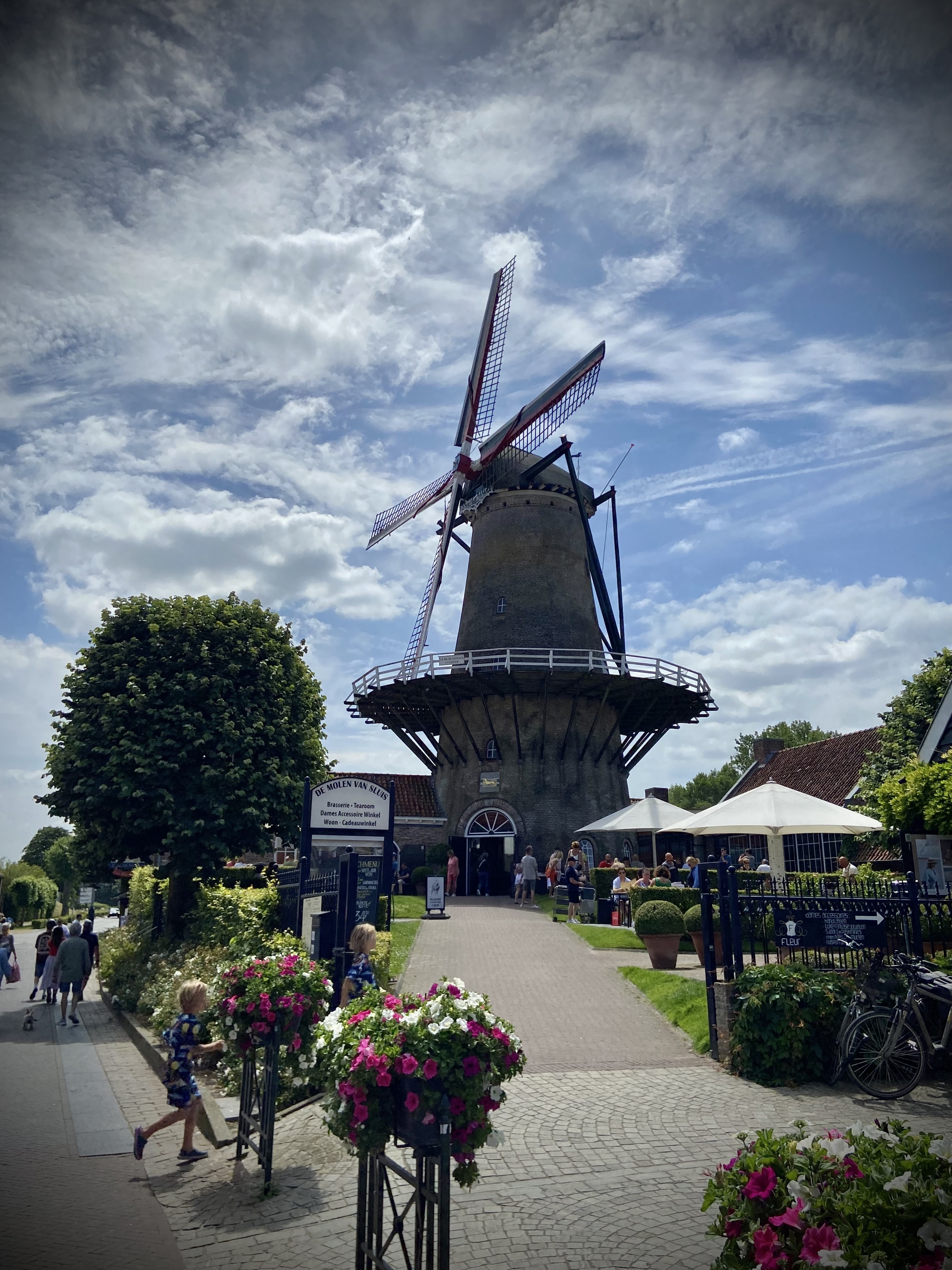
Wiatrak w Sluis